# Kaliwadas (Bumiayu)
Kaliwadas is een bestuurslaag in het regentschap Brebes van de provincie Midden-Java, Indonesië. Kaliwadas telt 5699 inwoners (volkstelling 2010).